# Aurelijus Skarbalius
Aurelijus Skarbalius (ur. 12 maja 1973 w Wilnie) – litewski piłkarz i trener piłkarski. W latach 1991–2005 reprezentant Litwy.

## Kariera klubowa
Aurelijus Skarbalius rozpoczynał karierę w lidze litewskiej (Žalgiris Wilno i Inkaras Kowno), ale większość kariery spędził w lidze duńskiej w zespole Brøndby IF. W trakcie występów w tym zespole grał m.in. w Lidze Mistrzów w sezonie 1998/99 (Brøndby IF występowało w grupie z Bayernem Monachium, FC Barcelona i Manchesterem United).
Po sezonie 2004/2005 Skarbalius przeniósł się do Herfølge BK.

## Sukcesy
- Mistrz Litwy 1994 z Žalgiris Wilno
- Mistrz Danii w sezonach 1995/1996, 1996/1997, 1997/1998, 2001/2002, 2004/2005 z zespołem Brøndby IF
- Zdobywca Pucharu Danii w sezonach 1997/98, 2002/03, 2004/05
- Piłkarz Roku 2002 zespołu Brøndby IF